# 丹·怀特
丹尼尔·詹姆斯·“丹”·怀特（英語：Daniel James "Dan" White，1946年9月2日—1985年10月21日），出生于美国洛杉矶县，曾是舊金山監督委員會议员。

## 生平
1978年，怀特从议会提出辞职，但不久后他意识到自己的继任者将由当时的市长乔治·莫斯科尼选出从而间接增强莫斯科尼在议会中的势力，于是请求莫斯科尼再次将自己任命为议员，但遭到莫斯科尼的拒绝。11月27日，怀特在旧金山市市政厅再次向莫斯科尼提出重新任命他的请求，但遭到莫斯科尼的再次回绝，因此怀特便掏出手枪将莫斯科尼当场杀害。然后他又前往当时任旧金山市议员哈维·米尔克的办公室，将米尔克也杀害。即是当时震惊美国的莫斯科尼－米爾克遇刺事件。
懷特后因此事件被控謀殺，審判期間他的辯護律師以懷特行兇前吃了很多炸忌廉手指作為懷特當時已精神失常的證據，但這卻被傳媒報導成律師說懷特因吃了很多Twinkie而導致精神失常（這亦是甜點抗辯的由來）。最後，陪審團將罪名改成蓄意誤殺罪（voluntary manslaughter），法官則判七年徒刑。懷特服刑五年后，於1984年得到假释，但卻在1985年10月21日，即获得释放后不到两年，在汽车中用一氧化碳中毒自杀身亡。

## 資料
- "48 Drawings from the trial by David Newman"
- 丹·怀特在互联网电影资料库（IMDb）上的資料（英文）
- 在Find a Grave上的丹·怀特